# Acolasis oba
Acolasis oba is een vlinder van de familie van de spinneruilen (Erebidae). De wetenschappelijke naam van deze soort is voor het eerst voorgesteld als Hypogramma oba door Carl Plötz in een publicatie uit 1880.
De soort komt voor in Nigeria.